# El mercader de Venecia (film 1967)
El mercader de Venecia  ("Il mercante di Venezia") è un film per la televisione del 1967 diretto da Mirjam Himberg per la serie televisiva Estudio 1.  
Si tratta di una produzione televisiva spagnola dell'opera teatrale di Shakespeare, con un cast di attori spagnoli e José Bódalo (Shylock) come protagonista.

## Trama
A Venezia, Shylock chiede una libbra della carne di Antonio se costui, suo debitore non riuscirà a ripagargli un debito di cui si era fatto garante per Bassanio. Antonio accetta il patto ma, al momento del pagamento, non riesce a restituire il denaro. Davanti al Doge, a difendere Antonio si presenta Baldassarre, un avvocato che è, in realtà, Porzia, la moglie di Bassanio, travestitasi così all'insaputa di tutti. Porzia riesce a risolvere la causa facendo notare che se Shylock vorrà avere a tutti i costi la libbra di carne, potrà averla ma senza versare neanche una goccia di sangue di un cristiano. In caso contrario, sarà condannato a morte e i suoi beni confiscati. Abbandonato anche dalla figlia Jessica, Shylock cede.

## Produzione
Il film fu prodotto in Spagna da Florencio Guerra per la Televisión Española (TVE).

## Distribuzione
Lo spettacolo fu trasmesso in Spagna  dalla Televisión Española (TVE) il 23 agosto 1967 per la serie Estudio 1.